# Gay Divorce
Gay Divorce (übersetzt etwa „Heitere Scheidung“) ist eine Musical Comedy mit der Musik und den Gesangstexten von Cole Porter. Das Buch stammt von Dwight Taylor nach einem Stück von J. Hartley Manners und wurde von Kenneth Webb und Samuel Hoffenstein überarbeitet.  
Die Uraufführung fand am 29. November 1932 im Ethel Barrymore Theatre in New York statt. Fred Astaire trat in der Rolle des Guy Holden auf. Es war sein letztes Broadway-Engagement, Astaire setzte  hernach seine Karriere in Hollywood fort.
Am 6. Januar 1933 eröffnete die Show im Palace Theatre im Londoner West End.

## Handlung
Der amerikanische Schriftsteller Guy Holden verliebt sich während seines Englandaufenthaltes in Mimi Pratt. Als er sie sofort wieder aus den Augen verliert, wird er darüber untröstlich. Um Holden auf andere Gedanken zu bringen, nimmt ihn sein Freund Teddy Egbert mit zum Küstenerholungsort Brighton. Egbert, der Anwalt ist, will dort einer Klientin hinsichtlich ihrer Scheidungsabsichten behilflich sein. Da der Ehemann der Klientin scheidungsunwillig ist, eine Scheidung jedoch nicht ohne zwingenden Grund möglich ist, engagiert er den Italiener Rodolfo Tonetti zum Zwecke eines vorgetäuschten Ehebruchs. Was Holden nicht weiß, ist, dass es sich bei der Klientin um keine andere als Mimi Pratt handelt. Als diese Holden für den bezahlten Ehebrecher hält, beginnen die Verwicklungen.

Alle Bemühungen können den schließlich angereisten Ehemann jedoch nicht überzeugen – der wird dann aber zu Mimis und Holdens Glück selber vor Ort des Ehebruchs überführt.

## Bekannte Musiknummern
- After You, Who?
- Night and Day

## Verfilmung
Die Verfilmung von 1934 unter dem Titel The Gay Divorcee (dt. Tanz mit mir!; bzw. Scheidung auf Amerikanisch) von Mark Sandrich mit Fred Astaire und Ginger Rogers basiert auf dem Musical.